# TEM-Hornstrahler

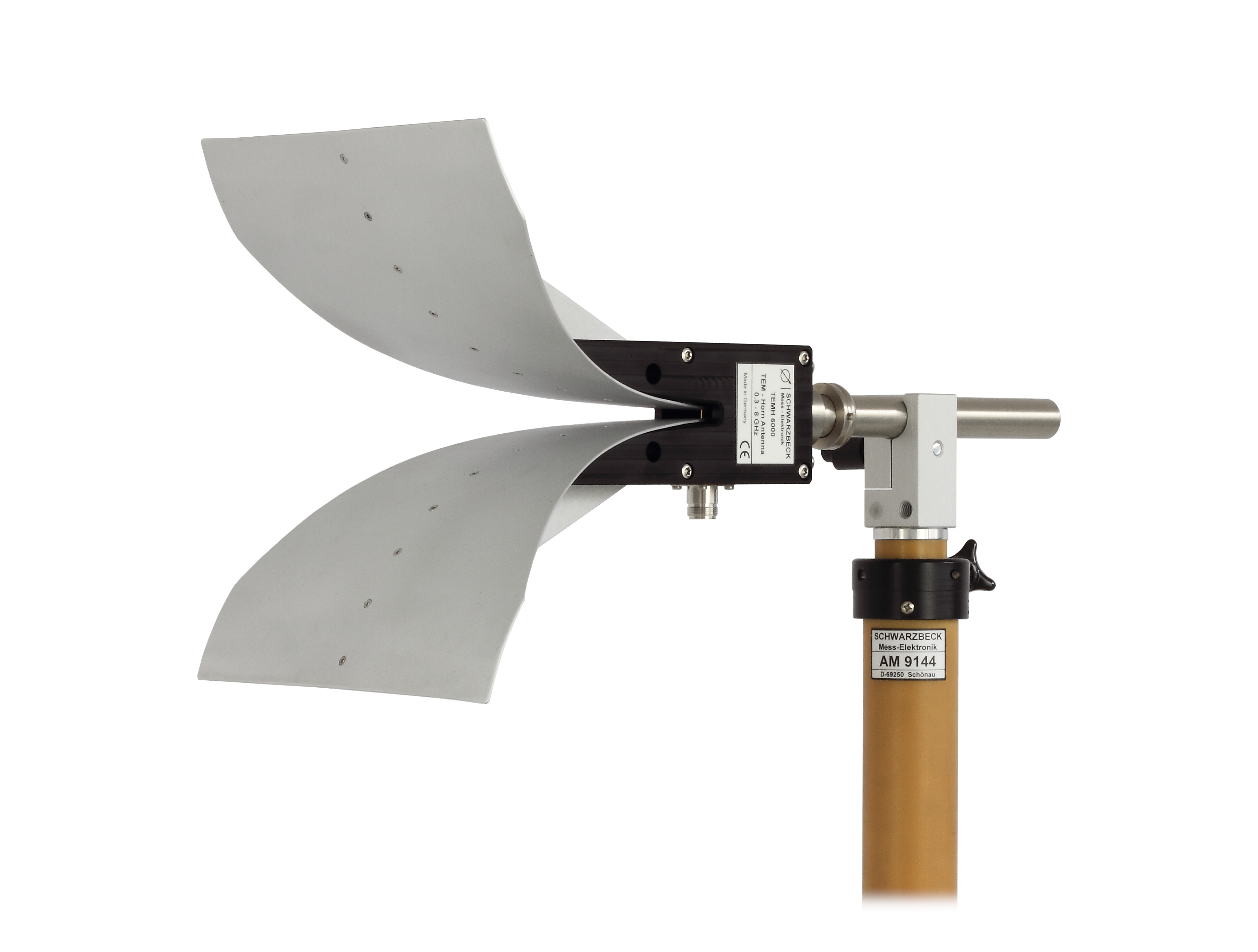
TEM-Hornstrahler für 0,3 - 8 GHz

Prinzipdarstellung zum Aufbau eines TEM-Horns

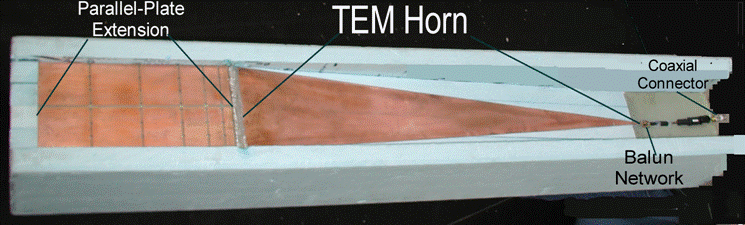
Prototyp einer TEM-Antenne. Die zweite Metallfläche befindet sich auf der Unterseite. Dazwischen der als Isolator und zur Formgebung vorhandene Kunststoff.

Ein TEM-Hornstrahler (englisch TEM horn antenna) ist eine Bauform einer sehr breitbandigen Prüfantenne für Mikrowellen und besteht aus einer Kombination von zwei elektrisch voneinander isolierten, an die Form eines Exponentialtrichters angenäherten Metallflächen. Im Gegensatz zu dem in der äußeren Form ähnlich aufgebauten Hornstrahler stellen die beiden metallischen Außenflächen des TEM-Hornstrahlers den aktiven Teil der Antenne dar. Es wird dadurch eine leitungsgeführte elektromagnetische Welle, die transversalelektromagnetische Welle (TEM-Welle), direkt abgestrahlt, wovon sich auch der Name dieser Antennenbauform ableitet. Im Aufbau ist der TEM-Hornstrahler in grober Näherung mit einer in der Mitte und normal zur Abstrahlungsrichtung „aufgeschnittenen“ TEM-Zelle vergleichbar. Die Speisung kann dabei über einen Balun erfolgen, um die koaxiale Anspeiseleitung symmetrisch an die beiden Metallflächen anzuschließen.
Der TEM-Hornstrahler wird zur Felderzeugung im Rahmen von EMV-Messungen und EMV-Prüfungen bei der elektromagnetischen Verträglichkeit eingesetzt, insbesondere bei der Prüfung gestrahlter Störfestigkeit. Dabei wird der Prüfling im unmittelbaren Nahbereich der Antenne einer Bestrahlung ausgesetzt und die Reaktion des Prüflings darauf bewertet.
Durch die Formgebung und Gestaltung der beiden Metallflächen im Horn lässt sich die Feldkonfiguration im Nahbereich der Antenne beeinflussen und beispielsweise eine sehr homogene Ausleuchtung auf das Prüfobjekt erzielen. Die nichtmetallischen Bereiche des Horns werden zur Formgebung der Antenne aus nichtleitenden Trägerstoffen wie glasfaserverstärkten Kunststoff gebildet. Die vom Horn abgestrahlte TEM-Welle stellt sicher, dass sich im Nahbereich ein Feldwellenwiderstand von ca. 377 Ω wie im Fernfeld einstellt, und damit Rückschlüsse vom Nahbereich in den Fernbereich im Rahmen der Messung möglich sind. Der nutzbare Frequenzbereich liegt, je nach Bauform und Größe des Horns, im Frequenzbereich von einigen 10 MHz bis zu einigen 100 GHz und überstreicht durch die breitbandige Eigenschaft der Antenne einige Zehnerpotenzen.